# 天主教卡齊納-阿拉教區
天主教卡齊納-阿拉教區 （拉丁語：Diocesis Katsinensis-Alensis）是尼日利亞一個羅馬天主教教區，屬阿布賈總教區。
2012年12月29日升為教區。主教座堂位於卡齊納。2012年有教友338,497人（佔轄區人口50.1%）、十八個堂區、卅二名司鐸。現任教區主教為伯多祿‧尤恩祖爾。